# Drobeta brephus
Drobeta brephus är en fjärilsart som beskrevs av Dyar 1914. Drobeta brephus ingår i släktet Drobeta och familjen nattflyn. Inga underarter finns listade i Catalogue of Life.